# T-23 (戦車)
T-23はソビエト連邦の試作豆戦車である。5輌のみ生産された。

## 概要
1929年、世界恐慌が起こり世界中で戦車製造が一時的に下火になる中、その影響の弱かったソ連では各種の戦車開発が続けられていた。この時期のソ連の戦車開発は黎明期にあり、T-23はその中では比較的後から製造が始まった。
T-21の開発と並行して、T-22とT-23の競作が行われ、T-23が選ばれた。両車の違いは、乗員の配置方法と、エンジンの種類であった。
開発の系統としては、T-23はT-18の系列に属し、MS-3軽戦車から発展したものである。砲塔を撤去して（「T-23には砲塔ありバーションと砲塔無しバージョンがある」という説もある）固定式の戦闘室を設けた。車体重量は3.5 t程度に減少した。

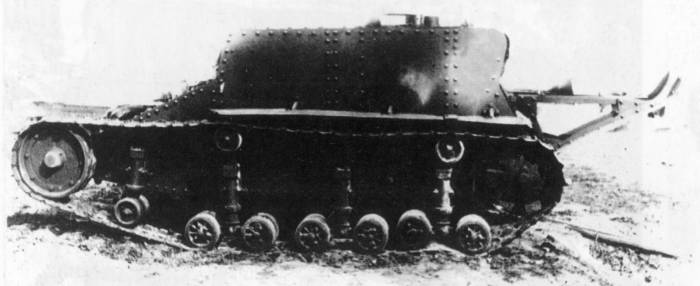
側面写真

車体はフレームに装甲板をリベットで接合している。装甲厚は、前面と側面が10 mmであった。その他は6 ㎜であった。
T-23は、操縦手は車体左側前方、車長兼機銃手は車体右側後方に、前後にずれて左右に配置されている。車内容積を確保するために、戦闘室（車体後部）の右側面は右フェンダー上に張り出している。車体左側前部の操縦手席の前にはバイザーを兼ねた乗降用扉がある。武装は車体前面右側の7.62 mm DT機銃 1挺のみである。
本車は、これまでの戦車とは一線を画する為に、ホイールに改良を加えられた。車体長も元の仕様から約30 cm増加している。
当初は、T-18と同じ35馬力のエンジンを採用する予定であったが、40 km/hの目標を達成するために、T-20（T-18 改良型）の60馬力エンジンを流用している。T-18の系列であるから、従来通り、エンジンは車体最後部に横置き配置、起動輪は後方の、リアエンジン・リアドライブ方式である。車体後部には尾体（尾橇）が付いている。
その結果当時としては快速な35 km/hという速度を出すに至るものの、T-18以下の装甲であり、攻撃力もそれ以下でありながら、T-18よりも遙かにコストの高い車両になってしまった。その為、1930年に開発が完了したばかりにもかかわらず、ただちに生産は打ち切られた。